# Stade Saint-Symphorien
Stade Municipal Saint-Symphorien este un stadion multifuncțional din Metz, Franța, situat pe „insula Saint-Symphorien”. În prezent este folosit mai ales pentru meciurile de fotbal, de către FC Metz. Stadionul are o capacitate de 25.636 de locuri și a fost construit în 1923.